# 北野南
北野南（きたのみなみ）は、埼玉県所沢市の地名。現行行政地名は北野南一丁目から三丁目。住居表示に関する法律に基づく住居表示は未実施。郵便番号359-1156。

## 地理
所沢市中西部に位置し、小手指地区に所属する。
周囲の小手指南・上山口・三ヶ島・北野と隣接する。
狭山丘陵の北側にあたり、トトロの森や狭山湖に近く、山林や農地が散在する。

### 河川
- 六ツ家川

## 歴史
北野地区の町名地番整備により、2006年に成立した町である。

### 沿革
- 2006年（平成18年）7月18日 - 町名・地番変更実施により、大字北野の南部が分離し北野南一丁目-三丁目が成立[6]。
- 2014年（平成26年）1月31日 - 二丁目の一部を所沢市の条例により建築などを制限する「里山保全地域」に指定する[7]。
  - 3月1日 - 三丁目地内の北野一般廃棄物最終処分場跡地にメガソーラー所沢（大規模太陽光発電施設）が完成し、発電を開始[8]。

### 地名の由来
北野は周辺地域と同様に北野天神社に由来する。

## 世帯数と人口
2017年（平成29年）9月30日現在の世帯数と人口は以下の通りである。
| 丁目         | 世帯数  | 人口  |
| ------------ | ------- | ----- |
| 北野南一丁目 | 101世帯 | 269人 |
| 北野南二丁目 | 132世帯 | 358人 |
| 北野南三丁目 | 141世帯 | 358人 |
| 計           | 374世帯 | 985人 |

## 小・中学校の学区
市立小・中学校に通う場合、学区は以下の通りとなる。
| 丁目         | 番地 | 小学校             | 中学校             | 備考                         |
| ------------ | ---- | ------------------ | ------------------ | ---------------------------- |
| 北野南一丁目 | 全域 | 所沢市立北野小学校 | 所沢市立北野中学校 | 一部は椿峰小学校へ区域外許可 |
| 北野南二丁目 | 全域 | 所沢市立北野小学校 | 所沢市立北野中学校 |                              |
| 北野南三丁目 | 全域 | 所沢市立北野小学校 | 所沢市立北野中学校 |                              |

## 交通

### 鉄道
地内に鉄道は敷設されていない。最寄駅は西武池袋線小手指駅である。

### 道路
- 埼玉県道179号所沢青梅線
- 市道 狭山湖通り
- 市道 北野天神通り

交差点
- 狭山湖入口
- 稲荷坂
- 北野天神前

### バス
- 西武バス
  - 西武池袋線小手指駅より早稲田大学行きバス
    - 狭山湖口下車

  - 西武池袋線小手指駅より八高線金子駅行きバス
    - 内手 - 狭山湖口下車

  - 西武池袋線小手指駅より椿峰ニュータウン行きバス
    - 北野天神前 - 高峰 - 椿峰ニュータウン入口下車

## 寺社
- 藤森稲荷神社 - 境内に樹齢100年以上の藤棚がある[10]
- 井上稲荷大明神
- 曹洞宗 全徳寺

## 緑地
下記以外にも所沢市の条例により指定された保存樹林が狭山丘陵内にある。
- トトロの森7・8・11・16・32号
- 北野の谷戸（トトロ田んぼ）

## 施設
公共
- 小手指まちづくりセンター（市役所出張所窓口）
  - 小手指地区体育館
  - 小手指公民館
- 小手指公民館第5分館
- 所沢市西部浄水場･給水塔[11]
- メガソーラー所沢（大規模太陽光発電施設） - 旧:北野一般廃棄物最終処分場跡地[8]